# Rafał Majka
Rafał Majka (Krakau, 12 september 1989) is een Pools wielrenner die sinds 2021 rijdt voor UAE Team Emirates.

## Carrière

### Jeugd
In 2007 won Majka een etappe in de Vredeskoers voor junioren en in 2008 won hij Firenze-Viareggio. Aan het einde van het seizoen kreeg hij een contract als stagiair bij Miche-Silver Cross-Selle Italia.

### 2010-2011
In 2010 reed hij weer als amateur bij Trevigiani Dynamon Bottoli. Ook het seizoen 2011 begon voor Majka bij dat Italiaanse clubteam, alvorens hij eind februari een profcontract kreeg bij Saxo Bank Sungard. Dat seizoen maakte hij meteen zijn debuut in een grote ronde: de Ronde van Spanje reed hij echter niet uit.

### 2012
Een jaar later was hij in diezelfde wedstrijd een belangrijke pion voor zijn kopman Alberto Contador, die het eindklassement op zijn naam schreef.

### 2013
In de Ronde van Italië 2013 werd Majka uitgespeeld als kopman voor zijn ploeg Team Saxo-Tinkoff. Hij behaalde een zevende plaats.

### 2014
In 2014 was Majka opnieuw kopman in de Ronde van Italië. Na een tijdje de derde plaats bezet te hebben, werd hij uiteindelijk zesde, een plaats beter dan het jaar voordien. Door het wegvallen van Roman Kreuziger reed Majka ook de Ronde van Frankrijk, waarin hij zeer succesvol was. Door de opgave van kopman Alberto Contador mocht Majka voor eigen kansen gaan. Hij won twee bergritten: de veertiende etappe naar Risoul, waar hij als enige overbleef van een kopgroep, en de zeventiende etappe naar Pla d'Adet. Uiteindelijk wist Majka het bergklassement te winnen en stond hij in de bolletjestrui op het podium in Parijs. Op 9 augustus won Majka tevens het eindklassement van de Ronde van Polen, met twee ritzeges.

### 2015
In 2015 was Majka de sterkste in de elfde etappe van de Ronde van Frankrijk. In dat jaar behaalde hij ook zijn eerste podiumplaats in een grote ronde: hij eindigde als derde in het eindklassement van de Ronde van Spanje.

### 2016
In 2016 werd Majka kampioen van Polen en won hij voor de tweede maal in zijn carrière het bergklassement in de Ronde van Frankrijk. In de wegwedstrijd op de Olympische Spelen in Rio de Janeiro ging Majka met Sergio Henao en Vincenzo Nibali in de aanval op de laatste col van de dag, de Vista Chinesa. Henao en Nibali vielen in de afdaling, waardoor Majka solo naar de aankomst kon rijden. Op 1400 meter van de finish werd hij bijgehaald door Greg Van Avermaet en Jakob Fuglsang. Majka behaalde de derde plaats.
Op het einde van het seizoen stopte Majka's ploeg Tinkoff. Hij kreeg vervolgens een contract bij BORA-hansgrohe, waar ook onder andere Peter Sagan en Leopold König onder contract staan.

### 2017
Majka schreef in 2017 de Ronde van Slovenië op zijn naam. Hij won ook een etappe in de Ronde van Californië en een etappe in de Ronde van Spanje. Majka's grote doel van het jaar: Ronde van Frankrijk viel in het water door een zware val in de 9e etappe, hij stond toen 9e in het klassement.

## Palmares

### Overwinningen
2007
5e etappe Vredeskoers, Junioren
2010
2e etappe Carpathia Couriers Path
2012
Jongerenklassement Ronde van Peking
2013
Puntenklassement Ronde van Polen
2014
Jongerenklassement Internationaal Wegcriterium
14e etappe Ronde van Frankrijk
17e etappe Ronde van Frankrijk
 Bergklassement Ronde van Frankrijk
5e etappe Ronde van Polen
6e etappe Ronde van Polen
 Eindklassement Ronde van Polen
2015
11e etappe Ronde van Frankrijk
2016
 Pools kampioen op de weg, Elite
 Bergklassement Ronde van Frankrijk
2017
2e etappe Ronde van Californië
3e etappe Ronde van Slovenië
Eindklassement Ronde van Slovenië
14e etappe Ronde van Spanje
2021
15e etappe Ronde van Spanje
2022
1e en 4e etappe Ronde van Slovenië
Bergklassement Ronde van Slovenië
2023
3e etappe Ronde van Polen
2025
 Pools kampioen op de weg, Elite

### Resultaten in voornaamste wedstrijden
| Jaar | Ronde van Italië | Ronde van Frankrijk | Ronde van Spanje |
| ---- | ---------------- | ------------------- | ---------------- |
| 2011 |                  |                     | opgave           |
| 2012 |                  |                     | 32e              |
| 2013 | 7e               |                     | 19e              |
| 2014 | 6e               | 44e (2)             |                  |
| 2015 |                  | 28e (1)             | ↑                |
| 2016 | 5e               | 27e                 |                  |
| 2017 |                  | opgave              | 39e (1)          |
| 2018 |                  | 19e                 | 13e              |
| 2019 | 6e               |                     | 6e               |
| 2020 | 12e              |                     |                  |
| 2021 |                  | 34e                 | 21e (1)          |
| 2022 |                  | opgave              |                  |
| 2023 |                  | 14e                 |                  |
| 2024 | 15e              |                     |                  |
| 2025 | 13e              |                     |                  |

| Jaar | Amstel Gold Race | Luik-Bast.‑Luik | Ronde van Lombardije | Waalse Pijl | Clásica San Sebastián |  | WK op de weg |  | Wereldranglijsten |
| ---- | ---------------- | --------------- | -------------------- | ----------- | --------------------- |  | ------------ |  | ----------------- |
| 2011 | 121e             | 96e             | 26e                  | 136e        |                       |  |              |  |                   |
| 2012 |                  |                 | opgave               |             | 15e                   |  |              |  | 108e (UWT)        |
| 2013 |                  |                 | ↑                    |             |                       |  | 58e          |  | 20e (UWT)         |
| 2014 |                  |                 |                      |             |                       |  |              |  | 20e (UWT)         |
| 2015 |                  | 33e             | 69e                  | 82e         |                       |  | 74e          |  | 33e (UWT)         |
| 2016 |                  | 113e            | opgave               |             |                       |  |              |  | 44e (UWT)         |
| 2017 |                  | 10e             | 26e                  | 29e         |                       |  |              |  | 32e (UWT)         |
| 2018 |                  | 57e             | 7e                   | 90e         |                       |  | 35e          |  | 61e (UWT)         |
| 2019 |                  |                 | 12e                  |             |                       |  | opgave       |  |                   |
| 2020 |                  |                 | 24e                  |             |                       |  |              |  |                   |
| 2021 |                  |                 | 24e                  |             |                       |  |              |  |                   |
| 2022 |                  |                 | 23e                  |             |                       |  |              |  |                   |
| 2023 |                  |                 | 25e                  |             |                       |  |              |  |                   |
| 2024 |                  |                 | 80e                  |             |                       |  |              |  |                   |
| 2025 |                  |                 |                      |             |                       |  |              |  |                   |

### Resultaten in kleinere rondes
| Jaar | Parijs-Nice | Tirreno-Adriatico | Ronde van Catalonië | Ronde van het Baskenland | Ronde van Romandië | Critérium du Dauphiné | Ronde van Zwitserland | Ronde van Polen | Ronde van Peking |
| ---- | ----------- | ----------------- | ------------------- | ------------------------ | ------------------ | --------------------- | --------------------- | --------------- | ---------------- |
| 2011 |             |                   |                     |                          | 47e                | 34e                   |                       | 24e             |                  |
| 2012 |             | 73e               | opgave              |                          |                    |                       |                       | opgave          | 7e               |
| 2013 |             |                   | 82e                 |                          | opgave             |                       |                       | 4e              |                  |
| 2014 | 31e         |                   |                     |                          | 13e                |                       |                       | ↑ (2)           |                  |
| 2015 | 68e         |                   | opgave              | 15e                      | 7e                 |                       | 10e                   |                 |                  |
| 2016 | 21e         |                   |                     |                          | opgave             |                       |                       |                 |                  |
| 2017 |             | 24e               |                     | 11e                      |                    |                       |                       | ↑               |                  |
| 2018 |             | 37e               |                     |                          |                    |                       |                       |                 |                  |
| 2019 |             | 52e               | 7e                  |                          |                    |                       |                       | 9e              |                  |
| 2020 |             | ↑                 |                     |                          |                    |                       |                       | 4e              |                  |
| 2021 |             | 57e               |                     | 39e                      |                    |                       |                       |                 |                  |
| 2022 |             | 25e               |                     | 35e                      |                    |                       |                       |                 |                  |
| 2023 |             |                   | 36e                 |                          | 10e                | 14e                   |                       | 8e              |                  |
| 2024 |             | 37e               |                     |                          |                    |                       |                       | 18e             |                  |
| 2025 |             | 72e               |                     |                          |                    |                       |                       |                 |                  |

### Olympische Spelen
| Olympische Zomerspelen 2016 | Goud | Zilver | Brons | Olympische Zomerspelen 2016 |
| Wegrit mannen 2016          | 0    | 0      | 1     |                             |

## Ploegen
- 2009 –  Miche-Silver Cross-Selle Italia (stagiair vanaf 1 augustus)
- 2011 –  Saxo Bank Sungard (vanaf 25 februari)
- 2012 –  Team Saxo Bank-Tinkoff Bank [a]
- 2013 –  Team Saxo-Tinkoff
- 2014 –  Tinkoff-Saxo
- 2015 –  Tinkoff-Saxo
- 2016 –  Tinkoff
- 2017 –  BORA-hansgrohe
- 2018 –  BORA-hansgrohe
- 2019 –  BORA-hansgrohe
- 2020 –  BORA-hansgrohe
- 2021 –  UAE Team Emirates
- 2022 –  UAE Team Emirates
- 2023 –  UAE Team Emirates
- 2024 –  UAE Team Emirates
- 2025 –  UAE Team Emirates

Wielerploegen van Rafał Majka
Carvajal · García · Giancecchi · Giunti · Marczyński · Moletta · Muto · Niemiec · Palandri · Saracini · F. Scarponi · G. Scarponi · S. Scarponi · Szczawiński · Tondo · Valentini · L. Zafferani · M. Zafferani · Majka (stagiair)
Bellis · 
Boaro ·
Christensen ·
Contador ·
Cooke ·
Didier ·
J. J. Haedo ·
L. S. Haedo ·
Hoestov ·
Hernández ·
Jørgensen ·
Klostergaard ·
Larsson ·
Majka ·
Marycz ·
Mørkøv ·
Navarro ·
Noval ·
Nuyens ·
Porte ·
Roberts ·
C. A. Sørensen ·
N. Sørensen · 
Steensen ·
Tanner ·
Tosatto ·
Vandborg ·
Margaliot (stagiair)
Boaro ·
Cantwell · 
Christensen ·
Contador ·
J. J. Haedo ·
L. S. Haedo ·
Hoestov ·
Hernández ·
Juul-Jensen ·
Jørgensen ·
Klostergaard ·
Kroon ·
Lund ·
Majka ·
Margaliot ·
Marycz ·
Miyazawa ·
Mørkøv ·
Navarro ·
Noval ·
Nuyens ·
Paulinho ·
Pires ·
Roberts ·
C. A. Sørensen ·
N. Sørensen · 
Steensen ·
Tanner ·
Tosatto ·
Vinther
Bennati ·
Boaro ·
Breschel ·
Cantwell · 
Christensen ·
Contador ·
Duggan ·
Hernández ·
Juul-Jensen ·
Jørgensen ·
Kreuziger ·
Kroon ·
Kump ·
Lund ·
Majka ·
McCarthy ·
Miyazawa ·
Mørkøv ·
Noval ·
Petrov ·
Paulinho ·
Pires ·
Roche ·
Rogers ·
C. A. Sørensen ·
N. Sørensen · 
Sutherland ·
Tosatto ·
Zaugg ·
Hansen (stagiair) ·
Poljański (stagiair)
Beltrán · Bennati · Boaro · Breschel · Contador · Hansen · Hernández · Juul-Jensen · Kolář · Kreuziger · Kroon · Kump · Majka · McCarthy · Mørkøv · Paulinho · Petrov · Pires · Poljański · Roche · Rogers · Rovny · C.A. Sørensen · N. Sørensen · Sutherland · Tosatto · Troesov · Valgren · Zaugg · Guldhammer (stagiair)
Basso · Beltrán · Bennati · Boaro · Bodnar · Breschel · Broett · Contador · Hansen · Hernández · Juul-Jensen · Kišerlovski · Kolář · Kreuziger · Majka · McCarthy · Mørkøv · Paulinho · Petrov · Pires · Poljański · Rogers · Rovny · J. Sagan · P. Sagan  · Sørensen · Tosatto · Troesov · Valgren · Zaugg · Gogl (stagiair) · Großschartner (stagiair) · Tolhoek (stagiair)
Baška · Bennati · Blythe · Boaro · Bodnar · Broett · Contador · Gatto · Gogl · Hansen · Hernández · Kišerlovski · Kolář · Kreuziger · Majka · McCarthy · Paulinho · Petrov · Poljański · Rogers · Rovny · J. Sagan · P. Sagan   · Tosatto · Trofimov · Troesov · Valgren · Ballerini (stagiair) · Fortunato (stagiair) · Montagnoli (stagiair)
Ackermann · Archbold · Bárta · Baška · Benedetti · Bennett · Bodnar · Buchmann · Burghardt · Herklotz · Kolář · König · Konrad · Majka · McCarthy · Mendes · Mühlberger · Pelucchi · Pfingsten · Poljański · Pöstlberger · J. Sagan · P. Sagan    · Saramotins · Schillinger · Schwarzmann · Selig
Ackermann · Baška · Benedetti · Bennett · Bodnar · Buchmann · Burghardt · Formolo · Großschartner · Kennaugh · Kolář · König · Konrad · Majka · McCarthy · Mühlberger · Oss · Pelucchi · Pfingsten · Poljański · Pöstlberger · J. Sagan · P. Sagan  · Saramotins · Schillinger · Schwarzmann · Selig
Ackermann · Baška · Benedetti · Bennett · Bodnar · Buchmann · Burghardt · Drucker · Formolo · Gatto · Großschartner · Kennaugh · König · Konrad · Majka · McCarthy · Mühlberger · Oss · Pfingsten · Poljański · Pöstlberger · J. Sagan · P. Sagan · Schachmann · Schillinger · Schwarzmann · Selig
Ackermann · Baška · Benedetti · Bodnar · Buchmann · Burghardt · Drucker · Fabbro · Gamper · Gatto · Großschartner · Kämna · Konrad · Laas · Majka · McCarthy · Mühlberger · Oss · Poljański · Pöstlberger · J. Sagan · P. Sagan · Schachmann · Schelling · Schillinger · Schwarzmann · Selig
Ardila · Ayuso (vanaf 15 juni) · Bjerg · Bystrøm · Conti · Costa · Covi · De la Cruz · Dombrowski · Fisher-Black (vanaf 14 juli) · Formolo · Gaviria · Gibbons · Hirschi · Kristoff · Laengen · Majka · Marcato · McNulty · Mirza · Molano · Muñoz · I. Oliveira · R. Oliveira · Pogačar · Polanc · Raboesjenka · Richeze · Trentin · Troia · Ulissi· Groß (stagiair)
Ackermann · Almeida · Ardila · Ayuso · Bennett · Bjerg · Brunel (tot 2/6) · Costa · Covi · Fisher-Black · Formolo · Gaviria · Gibbons · Groß · Hirschi · Hodeg · Laengen · Majka · McNulty · Mirza · Molano · I. Oliveira · R. Oliveira · Pogačar · Polanc · Richeze · Soler · Suter · Trentin · Troia · Ulissi · Andersen (stagiair) · Kluckers (stagiair) · Knight (stagiair)
Ackermann · Almeida · Ayuso · Bax · Bennett · Bjerg · Christen (vanaf 1/8) · Covi · Fisher-Black · Formolo · Gibbons · Groß · Großschartner · Hirschi · Hodeg · Laengen · Majka · McNulty · Molano · Novak · I. Oliveira · R. Oliveira · Pogačar · Polanc (tot 15/5) ·  Soler · Trentin · Ulissi · Vine · Vink · Wellens · Yates · Glivar (stagiair)
Almeida · Arrieta · Ayuso · Baroncini · Bax · Bjerg · Christen · Covi · del Toro · Fisher-Black · Großschartner · Hirschi · Hodeg · Laengen · Majka · McNulty · Molano · Morgado · Novak · I. Oliveira · R. Oliveira · Pogačar · Politt · Sivakov · Soler · Ulissi · Vine · Vink · Wellens · Yates
- Virtual International Authority File: 310666215